# Francis Watson
Sir Francis John Bagott Watson KCVO, meist F. J. B. Watson zitiert, (* 24. August 1907 in Dudley, Worcestershire; † 27. September 1992 bei Corton, Wiltshire) war ein britischer Kunsthistoriker, der sich besonders mit Möbeln und der Malerei des 18. Jahrhunderts befasste.

## Leben und Werk
Watson studierte Mathematik und Anglistik am St John’s College der University of Cambridge, mit dem Abschluss in Mathematik 1929. Nach einer Reise durch Italien und Frankreich war er in verschiedenen Verlagshäusern, bevor er 1934 Angestellter (Registrar) im Courtauld Institute of Art wurde, nachdem er sich beim Besuch des Fitzwilliam Museum für Kunstgeschichte zu interessieren begann. Er befreundete sich mit verschiedenen Kunsthistorikern wie Charles F. Bell (Kurator im Ashmolean Museum in Oxford), der ihm später seine Bibliothek hinterließ, und folgte James Mann als dessen Assistent vom Courtauld Institut an die Wallace Collection (zunächst als Assistant Keeper).
Hier erstellte er einen Katalog der Möbel der Sammlung, der 1956 erschien und ihm den Ruf der führenden britischen Autorität für französische Möbel verschaffte und auch im folgenden Jahr zur Einladung in die USA führte, um dort Vorlesungen zu halten. Während des Zweiten Weltkriegs war er in der Admiralität eingesetzt und heiratete 1941 Mary Jane Strong († 1969). 1945 war er wieder in der Wallace Collection und wurde 1947 Assistenz-Aufseher (Deputy Surveyor) der königlichen Sammlungen (Royal Collection of Works of Art).
1963 wurde er der Direktor der Wallace Collection als Nachfolger von Mann und wurde Aufseher über die Sammlungen der Königin (Surveyor of the Queen’s Works of Art, bis 1972), ebenfalls als Nachfolger von Mann. 1969/70 war er Slade Professor of Fine Art an der University of Oxford. 1974 ging er in den Ruhestand, blieb aber Berater (Advisor) der Königin für deren Kunstsammlung. Er blieb auch weiter als Kunstexperte besonders in den USA gefragt, das er seit 1957 regelmäßig zu Vorträgen und als Kunstberater besuchte, und reiste bis ins hohe Alter viel insbesondere nach Asien.
Er beriet auch die Sammler Charles und Jayne Wrightsman und erstellte 1966 bis 1973 den Katalog ihrer Sammlung, die später dem Metropolitan Museum of Art gehörte.
Neben seiner Spezialisierung auf Möbel (wobei er sich auch mit Erhaltungsfragen befasste und darüber Workshops zum Beispiel im Marlborough House hielt) war er ein Experte für die Kunst des 18. Jahrhunderts. Er schrieb Monographien über Canaletto (1949), Jean-Honoré Fragonard (1966) und Giambattista Tiepolo (1967).
1969 wurde er Mitglied (Fellow) der British Academy. 1973 wurde er zum Knight Commander des Royal Victorian Order ernannt. Von 1970 bis 1976 war er Vorsitzender der Walpole Society. 1966 hielt er die Fred Cooke Memorial Lecture (über die Maler-Familie der Guardis). 1964 wurde er Vorsitzender der Furniture History Society.
Nach dem Tod seiner Frau (einer exzentrischen Katzen-Liebhaberin, die in ihrem gemeinsamen Haus um die 80 Katzen hielt) adoptierte er einen chinesischen Jura-Studenten (Cheng Huan) in Cambridge, der später ein bekannter Anwalt in Hongkong wurde und ihm später einen Alterswohnsitz in Wiltshire kaufte, wo er starb.  Watson selbst betrieb Sinologie als Hobby.

## Schriften (Auswahl)
als Autor
- Canaletto. Bearb. Neuaufl. P. Elek Press, London 1954 (EA London 1949).
- Furniture in the Wallace Collection. The Wallace Collection, London 1956.
- Louix XVI Furniture. Academy Editions, London 1960.
- Die Geschichte der Möbel („History of furniture“). Südwest-Verlag, München 1979, ISBN 3-517-00666-1.
- Jean-Honoré Fragonard. Fabbri, Mailand 1966.
- Giambattista Tiepolo. Knowledge Publ. London 1967.
- Thomas Patch (1725–1782). Notes on his Life,together with a catalogue of his own Works. In: The Annual of the Walpole Society, Bd. 28 (1939/40), S. 15–51, hier S. 40.

als Herausgeber
- Eighteenth Century Venice. An exhibition of paintings and drawings held at the Whitechapel Art Gallery. Shenval Press, London 1951 (Katalog der gleichnamigen Ausstellung, 3. Januar bis 14. März 1951).[2]
- The Wrightsman Collection. The Metropolitan Museum of Art, New York 1966/73.[3]

1. Furniture. 1966.
2. Furniture, gilt bronze and mounted porcelain, carpets. 1968.
3. Furniture gold boxes. 1970.

- Chinese Porcelains in European Mounts. China House Gallery, New York 1980 (Katalog der gleichnamigen Ausstellung, 22. Oktober 1980 bis 25. Januar 1981).